# Teodosio II
Flavio Teodosio (en latín: Flavius Theodosius; Constantinopla, 10 de abril de 401-ibíd., 28 de julio de 450), llamado el Calígrafo, fue Emperador del Imperio romano de Oriente desde el 1 de mayo de 408 hasta su muerte. Hijo y sucesor de Arcadio, fue dominado sucesivamente por el prefecto del pretorio Antemio, su hermana Pulqueria y el eunuco Crisalpio. Durante su reinado en el imperio se creó el Código Teodosiano, se refundó el Pandidakterion, se guerreó contra los persas y los hunos, se construyeron las Murallas de Constantinopla y tuvieron lugar dos importantes controversias cristológicas con nestorianos y eutiquianos.

## Vida

### Primeros años
Teodosio II fue el cuarto hijo y único varón habido del matrimonio entre Elia Eudoxia y el emperador Arcadio, a quien sucedió a la edad de 7 años. Al inicio de su reinado, el mando del Imperio estuvo en manos de Antemio, prefecto del pretorio de Oriente que gobernaba de facto desde el reinado de su padre. Al salir Antemio de escena en 414 tomó mayor protagonismo Pulqueria, la mayor de las hermanas del Emperador, que fue proclamada Augusta y asumió la regencia.
Pulqueria tuvo una gran influencia sobre su hermano y se encargó de que recibiera una esmerada educación. Rigurosa cristiana, desarrolló una política hostil a herejes, paganos y judíos. También propició el matrimonio de su hermano con Atenais, una filósofa pagana hija de un sofista ateniense, que se bautizó y recibió el nombre de Elia Eudocia (junio de 421). Tuvieron una hija, Licinia Eudoxia, cuyo matrimonio con el emperador de Occidente, Valentiniano III, culminó el estrechamiento de lazos entre ambas partes del Imperio tras las tensiones de comienzos del siglo V, aun cuando duró poco tiempo.

### Conflictos militares
El creciente interés de Teodosio hacia el cristianismo, impulsado por la influencia de Pulqueria, le hizo emprender la guerra contra los sasánidas de 421-422, los cuales estaban persiguiendo a los cristianos. La guerra terminó en punto muerto, y los romanos se vieron obligados a firmar la paz, ya que Constantinopla estaba amenazada por los hunos.

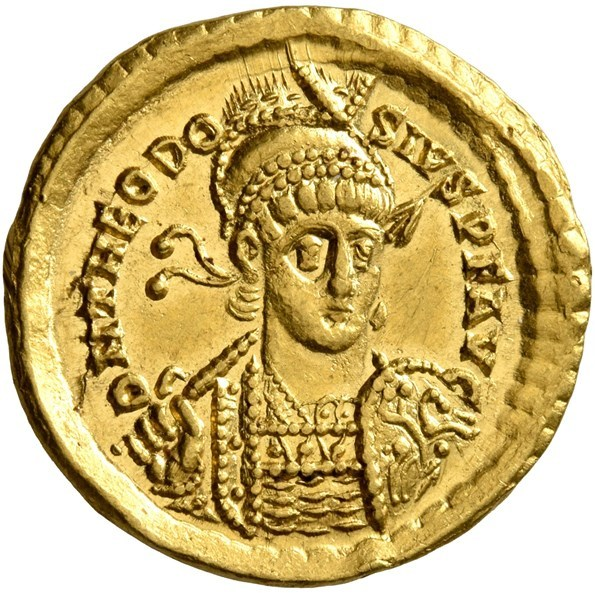
Solidus de Teodosio II.

El fallecimiento en 423 de su tío Honorio hizo que quedase como gobernante de ambas mitades del imperio. La proclamación por los altos funcionarios civiles en Roma de Juan como emperador occidental llevó a una guerra civil que acabó con victoria de Teodosio quien impuso a Valentiniano III como gobernante occidental en octubre de 425.
El Imperio de Oriente sufría por entonces constantes incursiones de los hunos en los Balcanes, liderados por Rugila. Teodosio reforzó sus fortificaciones en 424, y aceptó pagar 350 libras de oro para mantener la paz. Sin embargo, en 433, con la llegada al poder de Atila y Bleda, el pago tuvo que doblarse a 700 libras.
Cuando el África romana fue invadida por los vándalos en 429, los emperadores de Oriente y Occidente organizaron varias expediciones conjuntas para expulsarlos, sin éxito. Los hunos y los sasánidas, viendo desguarnecidas las fronteras, atacaron entonces, y las fuerzas expedicionarias tuvieron que volver. Durante 447 el ejército romano fue derrotado y destruido por las fuerzas de Atila en la Batalla del Utus. Anatolio negoció un acuerdo de paz humillante, teniendo que pagar 2100 libras romanas de oro a los hunos (unos 687 kilos)
Teodosio falleció repentinamente en 450, al caerse de su caballo en el transcurso de una cacería. En la lucha subsiguiente por el poder se impuso su hermana Pulqueria sobre el eunuco Crisalpio. Ella se casó con el general Marciano, que así se proclamó emperador.

## Disputas teológicas
Durante el reinado de Teodosio continuaron las controversias cristológicas con la aparición del nestorianismo y las luchas de poder entre el altar y el trono imperial, así como en el seno de la propia Iglesia. Su enfrentamiento con los partidarios de Nestorio se materializó en diversos edictos de persecución que desembocaron en una primera quema de escritos en 435. Esta tarea de aniquilación doctrinal culminó en 448 con el mandato del emperador de entregar a las llamas todas las obras del paganismo contradictorias con la versión ortodoxa del cristianismo y, al año siguiente, con una gran quema pública de libros nocivos, entre ellos, los del propio Nestorio, Teodoreto de Ciro o el pagano Porfirio, tras celebrarse el Concilio de Éfeso de 449.
Sus ejércitos repelieron invasiones persas, pero fue derrotado por Atila el huno, a quien debió tributar, entregándole la provincia romana de Panonia. En el año 425 reorganizó la Universidad de Constantinopla.

## ElCódigo Teodosiano
En 429 Teodosio creó una comisión para sintetizar y aclarar todas las leyes existentes desde el reinado de Constantino, y crear un sistema legal completamente formalizado. Este plan quedó incompleto, pero el trabajo de una segunda comisión, reunida en Constantinopla con el objetivo de reunir y actualizar todas las leyes generales, dio como resultado el Codex Theodosianus en 438.